# Supreme Court Gardens
Supreme Court Gardens è un parco nel quartiere centrale degli affari di Perth, Australia Occidentale, delimitata da Riverside Drive, Barrack Street, Governors Avenue, e dagli edifici della Corte Suprema dell'Australia Occidentale.

## Storia

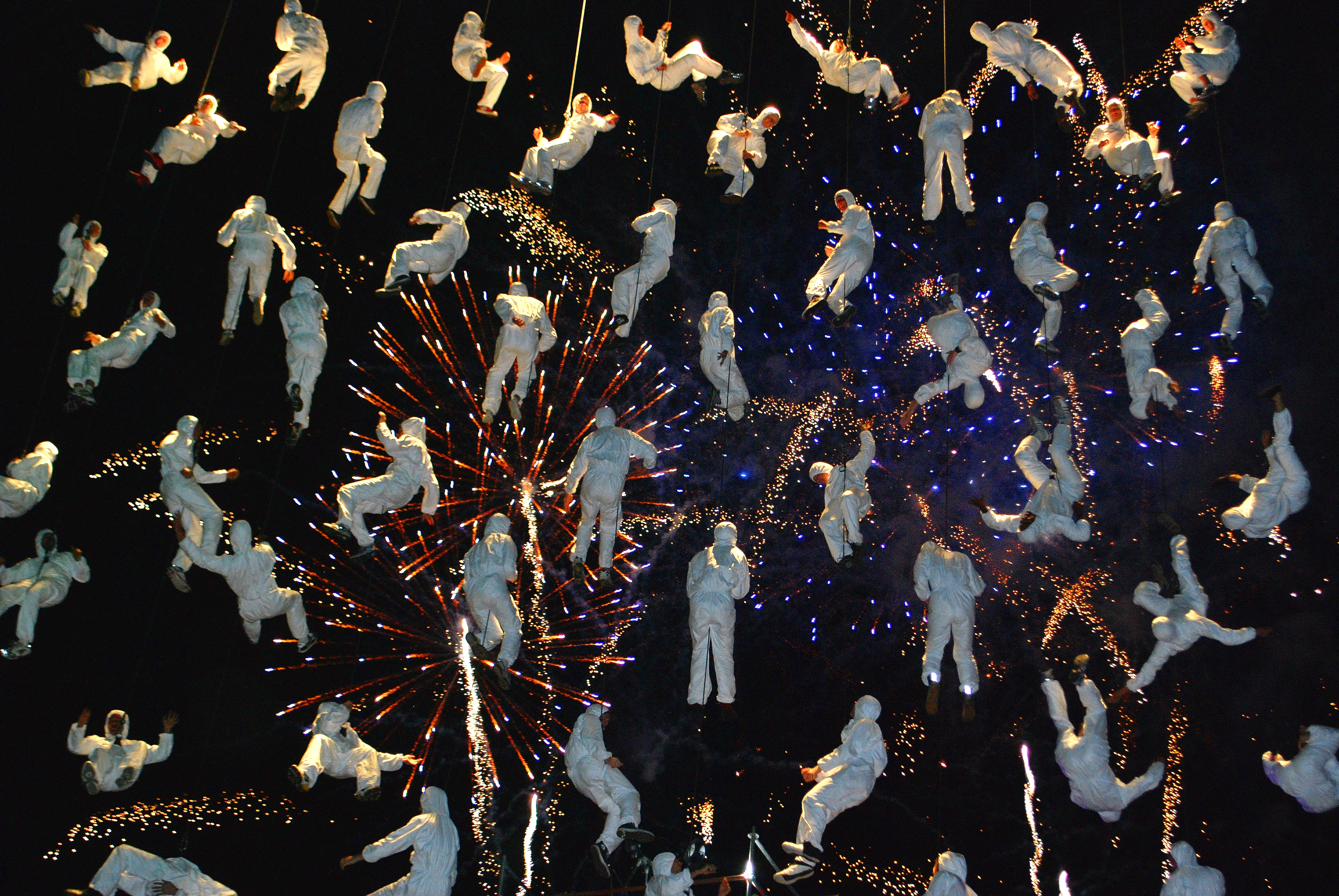
La Fura dels Baus opening the Perth International Arts Festival 2010.

Alla fine del 1880 Perth Water si estendeva più a nord rispetto al suo confine attuale e il fiume copriva parte della zona ora occupata dai Supreme Court Gardens. La terra che era a sud del palazzo di giustizia originale e l'edificio della Corte Suprema del tempo fu occupato dalle stalle della polizia e dalla stazione di polizia di Waterside. Gli edifici della polizia furono demoliti nel 1902, quando fu costruito un nuovo edificio della Corte Suprema e parte del fiume fu bonificato.
I giardini hanno avuto ampi alberi, arbusti e recinzioni, varie piccole strutture nei diversi momenti della proprietà in passato.
I giardini sono stati a volte molto poco illuminati e avevano molte zone buie a causa della vegetazione. Questo portò a preoccupazioni nel 1985 per la sicurezza, a causa della illuminazione insufficiente. A partire dagli anni 2000 grandi quantità di arbusti bassi e recinzioni furono rimossi e fu introdotto un sistema migliore di illuminazione.
Per molti anni il quotidiano The West Australian tenne una mostra d'arte annuale nel parco.
L'Orchestral Shell (tribuna per l'orchestra) fu costruita e aperta nel parco il 22 gennaio 1956 e fu distrutta da un incendio nel 1990.
I giardini hanno avuto un numero significativo di eventi e concerti, molti associati al Perth International Arts Festival.